# 辺章
辺 章（へん しょう、？ - 中平3年〈186年〉または中平4年〈187年〉）は、中国後漢末期の武将。涼州金城郡の人。元の名を辺允という。涼州で著名な人物であり、中平元年（184年）に当地で生じた大規模な反乱、通称「辺章・韓遂の乱」を主導した。

## 略歴
後漢末の霊帝の時代、辺允（辺章）は韓約（韓遂）と共に涼州で名を知られ、「涼州大人」と称された。弘農郡の新安において県令を務めた過去がある。中平元年（184年）11月、涼州で先零羌（羌の一種）や枹罕の宋建、王国らが反乱を起こし、湟中義従胡（漢に帰順した異民族）の北宮伯玉・李文侯を将軍として擁立した。反乱参加者の多くは、かつて中国西北部の辺境における羌討伐に大いに貢献した段熲の元部下であり、高い作戦能力を有するとして脅威と見なされていた。この頃、漢陽長史の蓋勲が阿陽まで防戦に駆り出されていたことから、反乱に対して呼応する動きが同郡内でも拡大しつつあったと見られる。
金城郡まで到達した反乱軍は降参した振りをして、督軍従事を務めていた辺允・韓約に面会を求めた。金城太守の陳懿が会いに行かせると、反乱軍は彼ら数十人を人質に取り、護羌校尉の泠征を殺害した。次いで彼らは辺允・韓約を脅し、両者に軍政を委ねると、共に陳懿を殺害し、さらに州郡を焼き払った。このため隴西郡では辺允・韓約が賊徒になったという噂が飛び交い、涼州が両人に対して懸賞金をかける事態となった。この頃に辺允は辺章、韓約は韓遂と改名したという。
辺章らは東進し、漢陽郡の郡治である冀県において、涼州刺史の左昌を包囲した。左昌はかつて金城郡が襲撃された際、蓋勲から救出に向かうよう提案されたが、それに従わなかった。そしてこの包囲時、左昌の救援要請に応じて到来した蓋勲に謀反の罪を咎められると、辺章ら一同は「左使君がもし早々にあなたの提言を容れ、兵をもって我々に臨んでいたなら、もしくは改めることができたかもしれない。〔しかし〕今となってはもはや罪は重く、投降することはできない」と言って左昌への不信を示し、包囲を解いて撤退した。横領の咎で解任された左昌に代わり、新たな涼州刺史として扶風人の宋梟が赴任した。現地の状況について、彼は「涼州は学に乏しい」と述べ、反乱の原因を教化の不足に帰した。そして、現地の人々に経書の一つである『孝経』を学ばせて教化し、道義を知らしめるべきだと発言した。蓋勲の反対を押して己の考えを実行に移した宋梟は、朝廷からの詰責を受け、職を解かれた。
中平2年（185年）3月、辺章らは三輔に侵入した。この頃、司徒の崔烈が涼州放棄論を提示したが、傅燮の強い反対を受けたために却下された。涼州は以前から度重なる羌の反乱への対処に追われ、それにより生じた莫大な戦費が国庫に負担をかけていた。その結果、涼州放棄論が事あるごとに挙げられる事態となっていた。
左車騎将軍の皇甫嵩は朝廷より賊軍討伐を命じられ、長安に駐屯した。しかし成果を挙げられず、7月に罷免された。反乱軍の勢いは増すばかりであった。この局面が一転したのは、同年8月、司空の張温が車騎将軍に任じられてからのことである。皇甫嵩の副将を務めていた董卓は中郎将・破虜将軍となり、周慎は盪寇将軍となって従軍した。また公孫瓚が烏桓突騎を率いて参じたほか、陶謙や孫堅も討伐軍に参加した。諸郡の歩騎あわせて10万余りに及ぶ大軍を率いて、張温らは右扶風の美陽に駐屯した。同じく美陽に着陣した辺章らは張温・董卓と戦い、はじめは勝利を収めたが、11月に董卓・鮑鴻の攻撃を受けて大敗し、楡中へ敗走した。
辺章の死については諸説ある。『後漢書』によれば、翌年の中平3年（186年）冬に張温が召し返された後、辺章は北宮伯玉・李文侯と共に韓遂によって殺害されたという。一方、『三国志』武帝紀に引く『典略』では、辺章は病死したとある。